# میلا سانونر
میلا سانونر (ایتالیایی: Milla Sannoner؛ ۲۹ ژوئیه ۱۹۳۸ – ۱۴ آوریل ۲۰۰۳) بازیگر اهل ایتالیا بود.
از فیلم‌هایی که وی در آن نقش داشته‌است، می‌توان به کالج اشاره کرد.